# مياو تيان
مياو تيان هو ممثل أفلام صيني ولد في 6 ديسمبر 1925، توفي في 19 فبراير 2005 بسبب السرطان، مثل مياو بأكثر من 100 فيلم.

## بعض من أفلامه
- Du mei gui
- Dragon Inn
- Diao Chan yu Lu Bu
- Yi dai jian wang
- Tie niang zi
- Xia yi shuang xiong